# Isabel María de Baviera
Isabel María de Baviera (en alemán, Elisabeth Marie von Bayern; Múnich, 8 de enero de 1874-Gresten, 4 de marzo de 1957) fue un miembro de la Casa de Wittelsbach. Fue conocida como princesa de Baviera hasta 1918.

## Nacimiento y familia

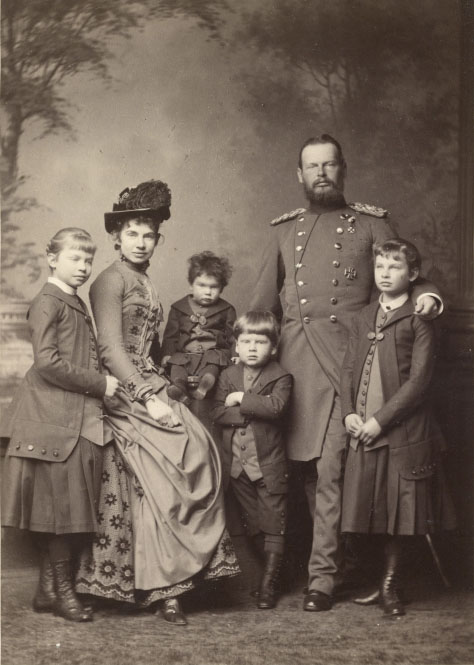
Gisela de Austria con su marido Leopoldo de Baviera y sus cuatro hijos (de izquierda a derecha: Elisabeth, Konrad, Georg y Auguste).

Isabel nació en Múnich, Baviera, y fue la primera hija que tuvieron el príncipe Leopoldo de Baviera y su esposa, la archiduquesa Gisela de Austria, hija del emperador Francisco José I de Austria y de la emperatriz Isabel de Austria, más conocida como Sissi. Tenía una hermana menor, la princesa Augusta María de Baviera, y dos hermanos menores, el príncipe Jorge de Baviera y el príncipe Conrado de Baviera.
Se casó el 2 de noviembre de 1893, en Génova, con Luis Felipe Otón de Seefried y Buttenheim. Isabel y Otón se fugaron y se casaron en secreto, ya que sabían que nunca se les permitiría oficialmente casarse. Además de ser de un rango mucho más bajo que Isabel, Otón era protestante. En una carta anunciando el matrimonio con sus nuevos suegros, Otón declaró que, tanto Isabel como él, estaban tan decididos a no separarse que se habían sentido forzados a elegir entre la fuga y el suicidio mutuo.
El padre de Isabel, y especialmente su abuelo, el príncipe regente Leopoldo de Baviera, se indignaron al ser presentado con este hecho consumado. Pasaron varios años hasta que la relación de Isabel con su padre se recuperó. Su reconciliación se debió principalmente a los esfuerzos de su madre, Gisela, y de su abuelo, el emperador Francisco José. Ambos dieron a la pareja la bendición después de que se anunciara el matrimonio, y Francisco José les presentó en un palacio cerca de Viena. También nombró a Otón como teniente del Primer Regimiento de Infantería en Troppau/Moravia, y lo elevó al rango de CondSchönbrunn. En 1908, el conde Seefried heredó del poeta Josefine von Knorr su castillo Stiebar en Gresten, Baja Austria, que todavía hoy es la sede de la familia.
Su nieta obviamente simpatizaba con el viejo emperador; aunque ella era oficialmente "solo" la condesa, la visitó desde su retiro en el Palacio Schönbrunn en su Residencia de Viena en Unter-St.-Veit.
El matrimonio fue muy feliz, y la pareja tuvo cinco hijos: la primera fue Gisela, que murió siendo aún de pecho. Luego nacieron Isabel, Augusta, Valeria y Francisco José. Los hijos de Isabel y los hijos de su tía, María Valeria, tuvieron clases de baile y equitación juntos.

## Descendientes
- Gisela (Troppau, 4 de enero de 1895-ibidem, 19 de enero de 1895).
- Isabel (10 de junio de 1897-4 de agosto de 1975).
- Augusta (20 de junio de 1899-21 de enero de 1978), se casó en 1919 con el príncipe Adalberto de Baviera.
- María Valeria (20 de agosto de 1901-23 de marzo de 1972), casada en 1935 con Wilhelm Otto von Riedemann, nieto de Wilhelm Anton von Riedemann.
- Francisco José (29 de julio de 1904-15 de mayo de 1969).

## Fallecimiento
Isabel murió a los 83 años en 1957, y fue enterrada en el cementerio de Gresten.

## Órdenes
- Dama de segunda clase de la Orden de la Cruz Estrellada.[1] (Imperio austrohúngaro)